# Václav Kroupa
Václav Kroupa, též Wenzel Kraupa (9. března 1825 Praha – 2. září 1895 Praha-Nové Město), byl český malíř, krajinář.

## Život
Václav Kroupa se vyučil základům malířského řemesla u svého otce, portrétního malíře Jana Kroupy, a poté studoval v letech 1841-1854 u Christiana Rubena a Maxe Haushofera na Akademii výtvarných umění v Praze.
Po absolvování Akademie si najal ateliér v hotelu U arcivévody Štěpána, kde pracoval společně s malířem Gustavem Poppem. Během studií i později podnikl cesty po Čechách, Moravě, Haliči, Uhrách, Rakousku, Tyrolsku a Německu. Zemřel roku 1895 a byl pohřben na Olšanských hřbitovech.

## Dílo
Václav Kroupa byl malíř žánrových obrazů a krajinář. Zajímal se o život venkovanů a lidové kroje, zejména z Plzeňska. Jako jeden z prvních českých malířů maloval humorné žánrové scény, ale jeho humor byl poněkud těžkopádný.
V krajinomalbě následoval příklad svého učitele Haushofera (U jezera Königsee) a volil romantické náměty jako lesní nebo venkovské idyly, pohledy na hrady a zámky, horské krajiny, apod. Je autorem několika portrétů a portrétních studií (Adolf Kosárek). Své ilustrace posílal do časopisů Květy a Světozor. Později z podnětu některých šlechticů také maloval oltářní obrazy (např. pro Krnsko, Dětenice, Starou Boleslav aj.).

### Zastoupení ve sbírkách
Obrazy Václava Kroupy se nacházejí v Národní galerii v Praze, na zámcích Červený Hrádek, Libocovice, Veltrusy a na hradě Karlštejně.

### Výstavy (výběr)
- 1932 Čeští mistři 19. století, Krasoumná jednota v Praze
- 1940 Obrazy, plastiky a kresby českých mistrů XIX. století, Alšova síň Umělecké besedy, Praha 1
- 1969 Česká krajina, Alšova jihočeská galerie v Hluboké nad Vltavou
- 1988 Krajina Českého ráje ve výtvarném umění, Krajská galerie Hradec Králové

## Galerie

Václav Kroupa - Nepodařená jízda na saních (1857)
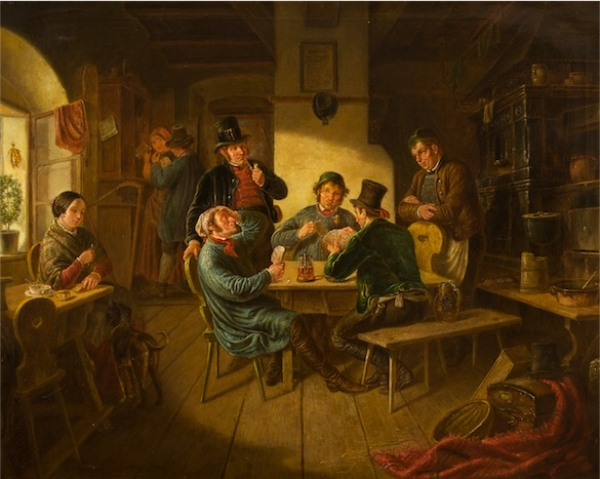
Václav Kroupa - Scéna z vesnické hospody (1857)
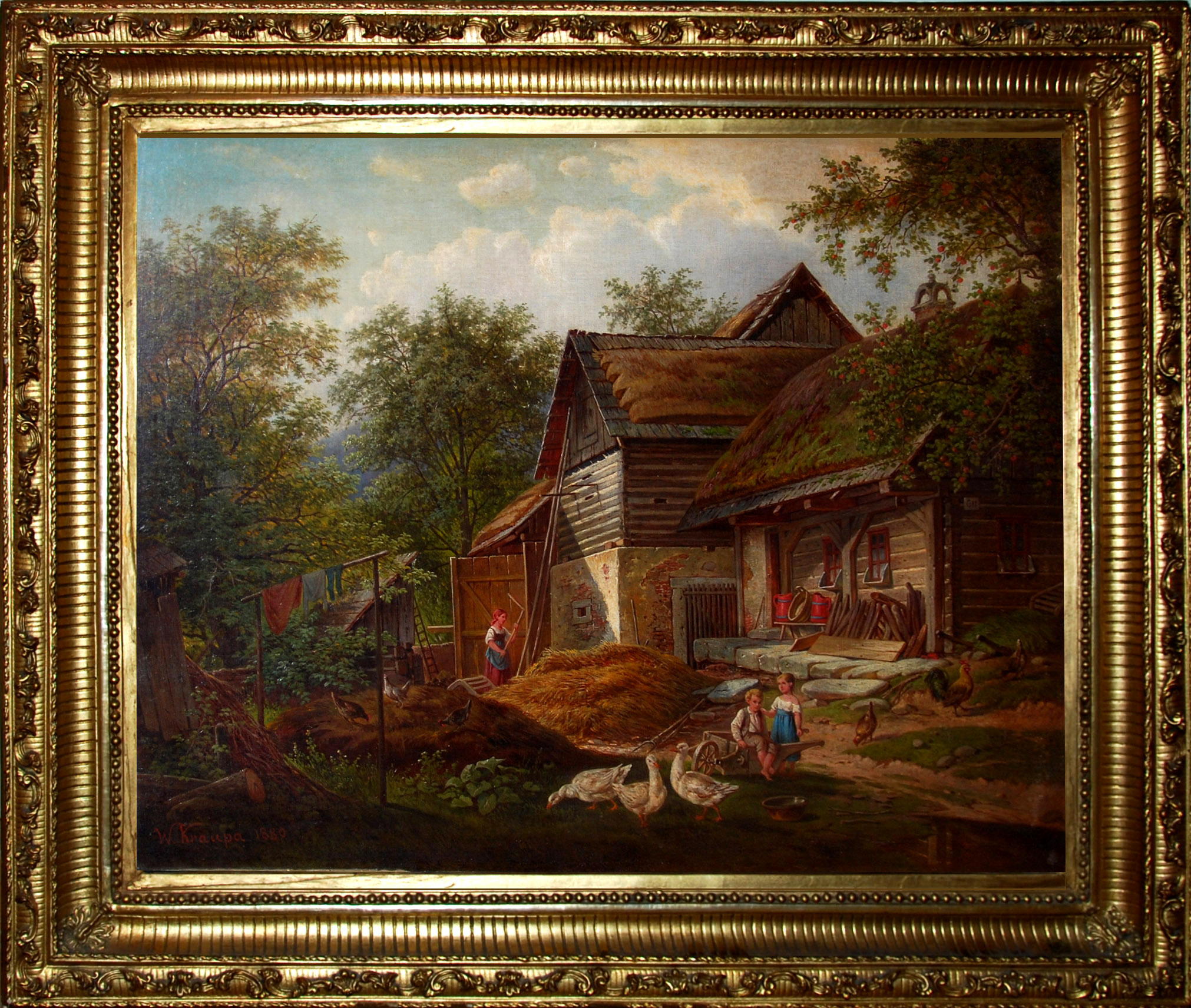
Václav Kroupa - Před chalupou (1880)
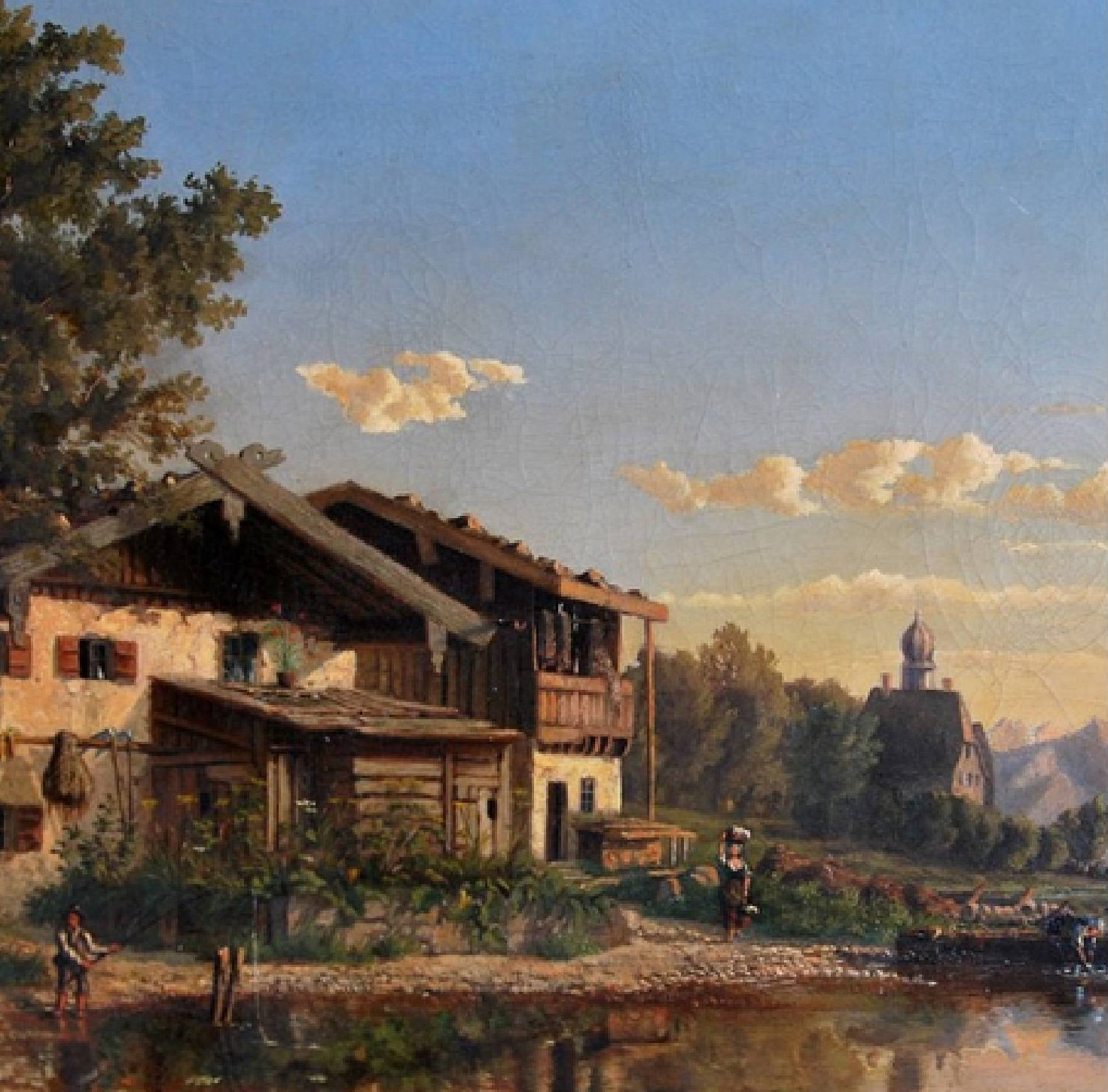
Václav Kroupa - U Alpského jezera